# João Varudo
João Manuel Jesus Varudo Afonso (sinh ngày 6 tháng 6 năm 1992) simply João Varudo, là một cầu thủ bóng đá người Bồ Đào Nha thi đấu cho Clube Oriental de Lisboa, ở vị trí hậu vệ.

## Sự nghiệp bóng đá
Vào ngày 23 tháng 9 năm 2015, Varudo có màn ra mắt cho Oriental trong trận đấu tại Cúp Liên đoàn bóng đá Bồ Đào Nha 2015–16 trước Estoril Praia.